# Delhi (ort), New York

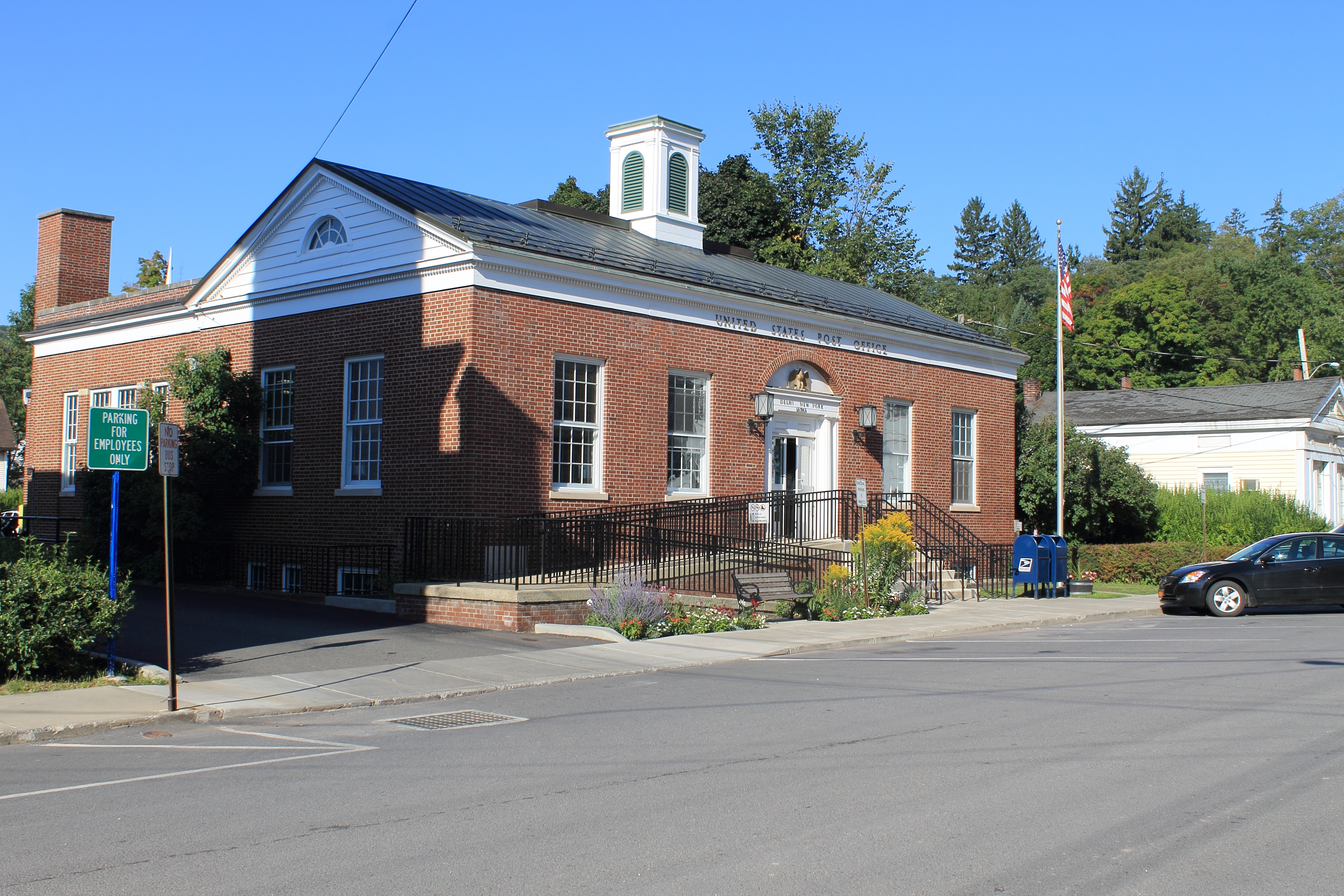
Postkontoret

Delhi (uttalas [dɛlˈhaɪ], "del-hai") är en ort (village) i Delaware County i den amerikanska delstaten New York. Delhi hade 3 087 invånare vid 2010 års folkräkning och är huvudort i Delaware County. Orten har kommunalt självstyre som village men tillhör även kommunen med samma namn, Town of Delhi, New York.

## Geografi
Delhi ligger vid västra källgrenen av Delawarefloden i Catskillbergen.

## Utbildning
SUNY har ett campus i Delhi.